# García Sarmiento de Sotomayor
Pour les articles homonymes, voir Sarmiento.
García Sarmiento de Sotomayor (1595 — 1659) est le vice-roi de la Nouvelle-Espagne du 23 novembre 1642 au 13 mai 1648. 
Il est désigné vice-roi de la Nouvelle-Espagne, le 1er juillet 1642, il prend possession de son gouvernement le 13 novembre 1642 et le conserve jusqu'au 14 mai 1648.  